# 1190年代
1190年代（せんひゃくきゅうじゅうねんだい）は、西暦（ユリウス暦）1190年から1199年までの10年間を指す十年紀。

## できごと

### 1191年
- アルスフの戦い。リチャード1世の十字軍がサラーフッディーンを撃退。

### 1192年
- 源頼朝が征夷大将軍となる（一般的にはこれを以って、鎌倉時代の始まりとされる）。

### 1193年
- 曾我祐成・曾我時致兄弟が父の仇工藤祐経を討つ（曾我兄弟の仇討ち）。

### 1194年
- ホラズム・シャー朝がセルジューク朝を滅ぼし、イラン・イラクを制圧。

### 1198年
- 後鳥羽天皇が譲位し、第83代土御門天皇が即位。